# Dvorjanskoje gnezdo (film, 1914)
Dvorjanskoje gnezdo (ryska: Дворянское гнездо) är en rysk dramafilm från 1914, regisserad av Vladimir Gardin. Filmens handling är baserad på Ivan Turgenjevs novell Ett adelsbo från 1859.

## Rollista
- Olga Preobrazjenskaja – Liza
- Michail Tamarov – Lavretskij
- Jelena Uvarova - Varvara Michailovna, Lavretskijs fru
- Ljudmila Sytjova – Marfa Timofejevna
- Vladimir Sjaternikov - Lemm
- Boris Orlitskij - Pansjin [2]